# محافظات بولندا

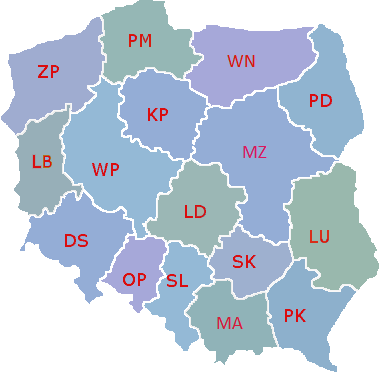
محافظات بولندا منذ 1999

تعد المحافظة (بالبولندية: województwo) في بولندا أكبر تقسيم إدارى في البلاد والسلطة في المحافظة هي مجلس شعب المحافظة ومجلس إدارتها والذي يتم اختياره في انتخابات محلية. ويرأس مجلس شعب المحافظة رئيس مجلس شعب المحافظة. أما ممثل الدولة في المحافظة فهو المحافظ، والذي يقوم برعاية المصالح العامة لسكان المحافظة. حيث يقوم بتولي مهام التنمية الحضارية المحلية ويعمل على وضع إستراتيجية التنمية في المحافظة، وتهيئة الظروف الاقتصادية فيها. وفي إطار التعاون الإقليمي من الممكن للمحافظ أن ينشئ اتصالات مع مجتمعات دول أخرى، كما يشارك في نشاطات مؤسسات الاتحاد الأوربي، على أن تكون علاقات التعاون مع الخارج في إطار سياسة الدولة الخارجية.

## المهام
المهام الأساسية التي يجب أن تقوم بها المحافظة المرتبطة بالتنمية المحلية هي المهام الثلاث الرئيسية التالية:
- التنمية اقتصادية، والتي تشتمل أيضا على التعاون الاقتصادي الدولي، والترويج للمنطقة،
- تقديم الخدمات العامة على أرفع مستوى- المدارس العليا وتخصصات الكادر الصحي والأنشطة الثقافية،
- تحقيق التوازن بين الإنسان والبيئة.

## المحافظات
منذ إعادة التقسيم الإداري عام 1999 والبلاد مقسمة إلى 16 محافظة (województwo). كل منها له برلمانها الخاص وحكومتها ورئيسين واحد معين (Wojewoda) من الحكومة المركزية وواحد منتخب (Marszałek) من البرلمان. المقاطعات البولندية هي:
| | |                                                                                                 | |
| 1. فارمينسكو-مازورسكي warmińsko-mazurskie 2. بولندا الكبرى wielkopolskie 3. شفينتوكشيسكي świętokrzyskie 4. بودكارباتسكي podkarpackie | 1. محافظة بولندا الصغرى małopolskie 2. محافظة كويافسكو-بومورسكي kujawsko-pomorskie 3. محافظة لوبوسكي lubuskie 4. محافظة ودزكي łódzkie | 1. لوبيلسكي lubelskie 2. مازوفيا mazowieckie 3. سيلزيا السفلى dolnośląskie 4. أوبولسكي opolskie | 1. بودلاسكي podlaskie 2. بومرسكي (بومرن) pomorskie 3. شلنسكي (شليزين) śląskie 4. محافظة غرب بوميرانيا (غرب بومرن) zachodniopomorskie |